# Federico II di Prussia
(Napoleone Bonaparte)
Federico II di Hohenzollern, detto Federico il Grande (in tedesco Friedrich der Große; Berlino, 24 gennaio 1712 – Potsdam, 17 agosto 1786), è stato il terzo re di Prussia e il principe elettore di Brandeburgo dal 1740 al 1786.
Figlio del re di Prussia Federico Guglielmo I (1688-1740) e di Sofia Dorotea di Hannover (1687-1757), fu uno dei personaggi più importanti e rappresentativi del suo tempo, incarnando l'archetipo settecentesco del monarca illuminato. La complessa azione di governo del suo Stato si svolse sul piano politico e militare, su quello dell'economia e dell'amministrazione statale e anche nel campo dello sviluppo delle scienze e delle arti. Il sovrano fu anche un musicista e un intellettuale di stampo illuminista, seppur controverso per alcuni dei suoi atti politici, e ricevette il soprannome di re filosofo.
Con una politica espansionistica e con una serie di guerre aggressive il sovrano seppe far crescere nel corso di pochi decenni il piccolo regno prussiano da Stato di dimensioni regionali a una delle principali potenze europee. Condottiero del suo esercito, da lui rafforzato e preparato, abile stratega e tattico, Federico fu uno dei maggiori capi militari della storia, molto apprezzato dai suoi soldati, da cui era soprannominato der alte Fritz, "il vecchio Fritz".

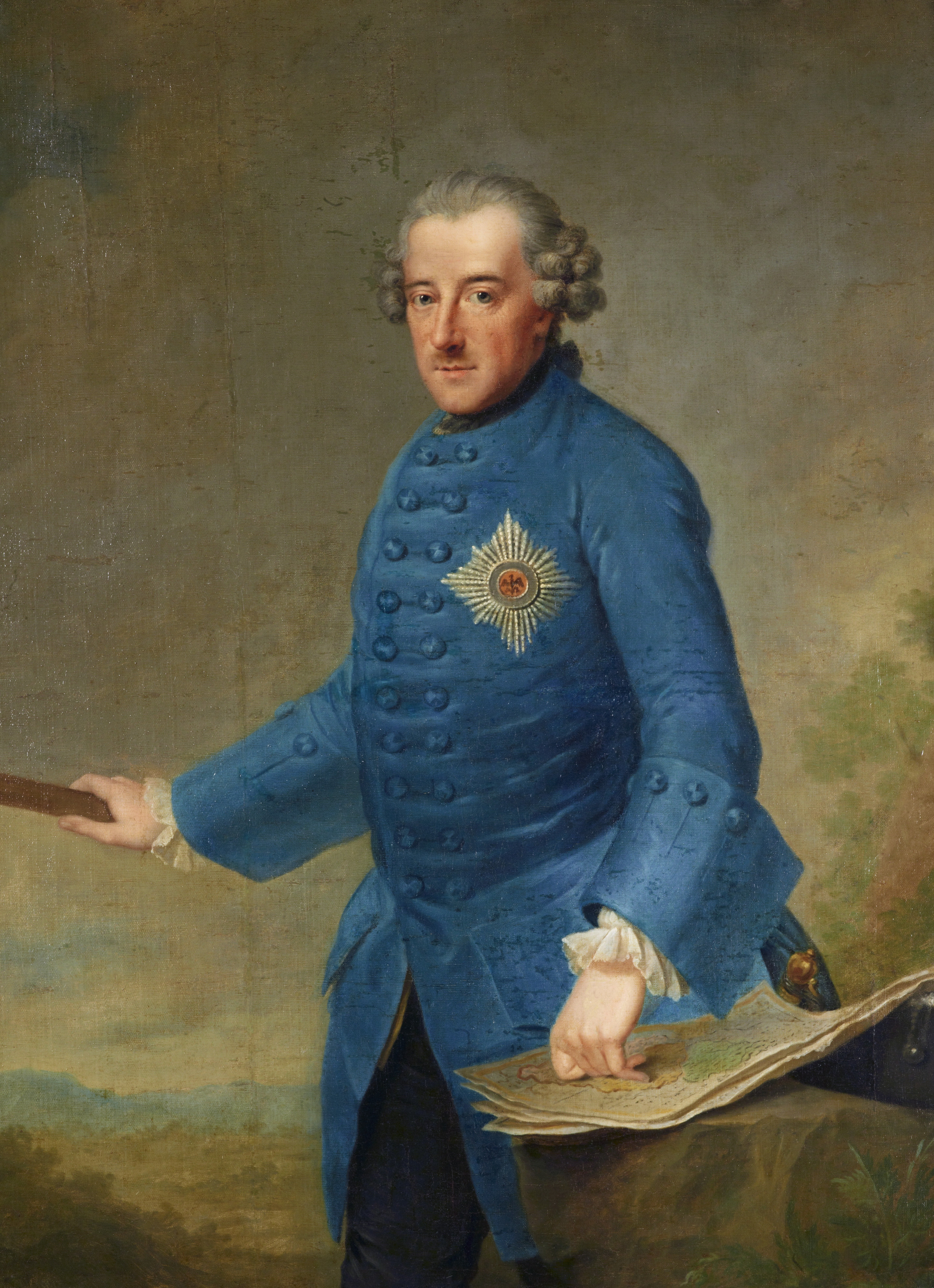
Johann Georg Ziesenis, Ritratto di Federico II, 1763, olio su tela, Potsdam, Palazzo di Sanssouci

## Biografia

### Gli anni giovanili
Federico II, figlio del re Federico Guglielmo I di Prussia e di sua moglie, la regina consorte Sofia Dorotea di Hannover, nacque a Berlino il 24 gennaio 1712. Federico Guglielmo I era conosciuto popolarmente per essere un "re-soldato", avendo sviluppato un forte esercito e avendo costituito i famosi Granatieri di Potsdam, incoraggiando inoltre un governo centralizzato con assoluta autorità autocratica. La madre di Federico, Sofia, era una donna cortese, carismatica e molto acculturata, figlia dell'elettore Giorgio Luigi di Brunswick-Lüneburg, erede della regina Anna di Gran Bretagna. Successivamente Giorgio succedette alla regina Anna col nome di re Giorgio I di Gran Bretagna nel 1714.

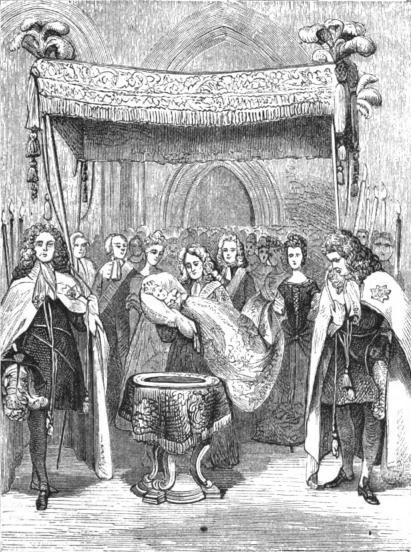
Il battesimo di Federico (Harper's New Monthly Magazine, Vol. 40, 1870)

La nascita di Federico venne accolta da suo nonno Federico I con inaspettato piacere, dal momento che già due dei suoi nipoti erano morti in tenera età. Il padre di Federico II, Federico Guglielmo I di Hohenzollern, aveva ricevuto un'educazione raffinata (aveva imparato il francese e il latino, aveva appreso a suonare il clavicembalo e il flauto traverso), educazione che aveva odiato e che aveva considerato solo uno spreco di tempo. Federico Guglielmo desiderava che i suoi figli e figlie non venissero educati con i trattamenti riservati ai regnanti, ma a quelli del popolo. Non voleva anche che suo figlio perdesse tempo con il latino e la storia antica - tutta roba superata che non serviva a niente nel mondo moderno - o con il francese e la musica, che andavano bene per le donne e non per un soldato; in genere, niente libri, che secondo il sovrano servivano solo a mettere grilli per la testa.
Federico venne così allevato dalla nobildonna francese Madame de Montbail assieme ai suoi fratelli e sorelle. Federico crebbe perciò in un ambiente protestante (la Montbail era ugonotta) e imparò contemporaneamente il francese e il tedesco, lingua che però disprezzava; Federico Guglielmo immaginava tuttavia il figlio pieno di entusiasmo per la vita militare, desideroso di servire la patria come il più umile dei sudditi, e per questi motivi l'istruzione del figlio venne improntata alla massima severità, con lo studio della matematica, dell'economia politica, della lettura della Sacra Scrittura e con faticosi esercizi fisici.
Ma il figlio aveva ben altre aspirazioni: egli infatti era intelligente e colto, amante delle letture ed egli stesso scrittore, passioni queste che vennero coltivate segretamente con l'aiuto della sorella Guglielmina e del precettore, il calvinista francese Duran de Jandun, e che raffinarono maggiormente il suo animo in contrapposizione con la vita austera e militaresca della corte berlinese. Ben presto fra padre e figlio nacque una certa ostilità e il padre vietò al giovane di leggere i libri e di suonare il flauto traverso, una delle sue grandi passioni. A nove anni, con la complicità della sorella maggiore, Federico leggeva di nascosto romanzi francesi e imparò addirittura a leggere l'italiano. Quando fu più grande, con l'aiuto di uno dei suoi precettori, si costituì una biblioteca segreta in una casa presa in affitto vicino al palazzo reale e lì mise insieme circa 3-4 000 libri. Federico odiava il padre e scriveva sempre lettere alla sorella prediletta, Guglielmina.
Sebbene Federico Guglielmo I fosse stato educato come un calvinista, temeva di non essere un eletto. Per evitare che suo figlio Federico avesse il suo stesso timore, il Re ordinò che al suo erede non venisse insegnata la teoria della predestinazione, dottrina che egli odiava. Ciononostante, sebbene Federico non si interessasse mai della religione, l'unica questione religiosa che in qualche modo lo appassionava era proprio la dottrina della predestinazione. Alcuni studiosi hanno speculato che gli piacesse per fare un dispetto a suo padre.

### Principe ereditario

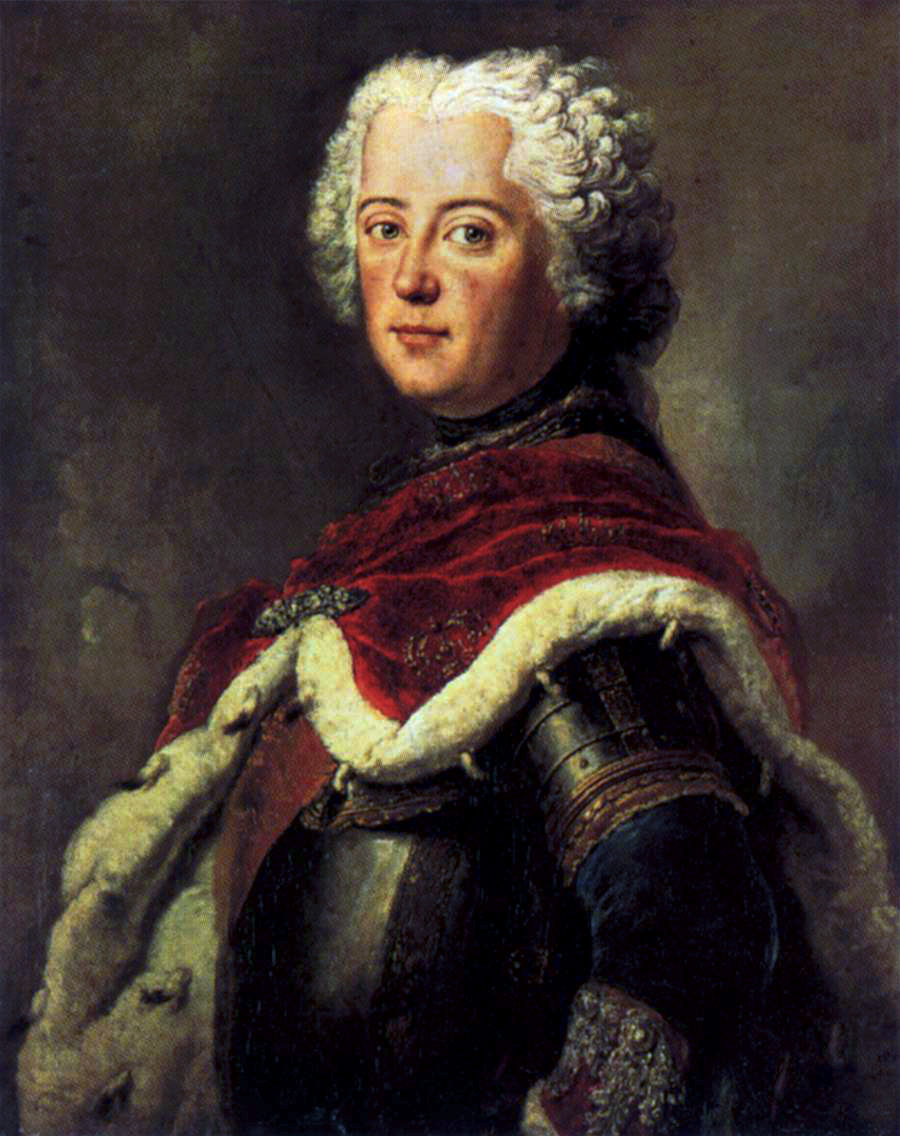
Federico come principe ereditario, ritratto nel 1739

Nel 1732 la regina Sofia Dorotea tentò di organizzare un doppio matrimonio tra Federico e la principessa Amelia Sofia di Gran Bretagna e tra Guglielmina (sorella di Federico) e Federico, principe del Galles. Entrambi gli sposi erano inglesi, figli di suo fratello Giorgio II di Gran Bretagna. Temendo una così stretta alleanza tra Prussia e Gran Bretagna che avrebbe cambiato gli equilibri europei, il feldmaresciallo Friedrich Heinrich von Seckendorff, ambasciatore austriaco a Berlino, corruppe il ministro della guerra prussiano feldmaresciallo von Grumbkow e l'ambasciatore prussiano a Londra, Benjamin Reichenbach. L'accordo finale che ne scaturì per tentare di rompere questi legami, furono delle pretese presentate da Federico Guglielmo sull'acquisizione del Ducato di Jülich-Berg che portarono al collasso delle proposte matrimoniali.
Federico trovò un grande alleato nella sorella Guglielmina, la quale gli rimase accanto per tutta la sua vita, oltre a coltivare una grande amicizia con il tenente Hans Hermann von Katte. Guglielmina riportava nei suoi diari "i due sono divenuti inseparabili. Katte è intelligente, ma non ha educazione. Egli serve mio fratello in ogni suo desiderio con reale devozione, e lo tiene informato di tutte le azioni del re."
Federico però era esasperato dalla vita di famiglia e dall'asfissiante controllo paterno al punto che decise, approfittando di un viaggio in Germania, di fuggire in Inghilterra con l'aiuto di due complici. Ma fu scoperto e punito duramente dal padre, che istituì un processo e minacciò addirittura di farlo giustiziare. Il futuro sovrano fu salvato dall'intervento dell'imperatore Carlo VI d'Asburgo. L'intervento imperiale non impedì al padre di rinchiuderlo nella fortezza di Küstrin e di giustiziare il migliore amico del giovane principe, il fedele Katte, alla cui decapitazione fu costretto ad assistere (l'altro complice riuscì a fuggire). Da questo momento Federico cominciò a desiderare seriamente la morte del padre.

### Federico filosofo e musicista
(Federico II, Anti-Machiavel, Capitolo I)
Nel 1739 scrisse in francese un'opera: l'Anti-Machiavel, nella quale contestava il cosiddetto machiavellismo in politica in difesa del diritto naturale, della pace e di una politica umana retta e giusta; l'opera fu positivamente recensita dal filosofo illuminista francese François-Marie Arouet, detto Voltaire (con il quale il re intratteneva un rapporto di amicizia e corrispondenza), che la pubblicò in Belgio con alcuni rimaneggiamenti nel 1740. Federico si rifaceva nella sua filosofia anche allo stoicismo antico, in particolare alla figura dell'imperatore filosofo Marco Aurelio, del quale ambiva essere un emulo.
(Federico II, L'Antimachiavel)
Anche se durante il suo regno non sempre si attenne ai princìpi professati da giovane (ricevendo l'accusa di ipocrisia), e intraprese guerre di conquista (nonostante avesse sostenuto che «farsi dei nemici per poi vincerli sarebbe come fabbricare dei mostri per poi combatterli; è molto più naturale, più ragionevole e più umano farsi degli amici»), comportandosi spesso come un normale monarca assoluto, Federico cercò comunque di non tradire completamente le sue idee, riformando le istituzioni della Prussia in senso moderno e più libero.
Flautista e compositore, scrisse 121 sonate per flauto e continuo, quattro concerti per flauto e archi, quattro sinfonie e tre marce militari. Intrattenne anche rapporti di corrispondenza con Johann Sebastian Bach, al quale richiese d'improvvisare una fuga su un soggetto da lui stesso suggerito, durante una visita nel 1747 a Potsdam nel palazzo di Sanssouci (il cui nome significa "senza pensieri", costruito su disegno dello stesso re). In seguito Bach compose l'Offerta musicale (Das Musicalisches Opfer BWV 1079): una serie di composizioni basate sul "tema regio" suggeritogli dal sovrano e dedicate per l'appunto a Federico stesso.

### Il matrimonio e la vita personale

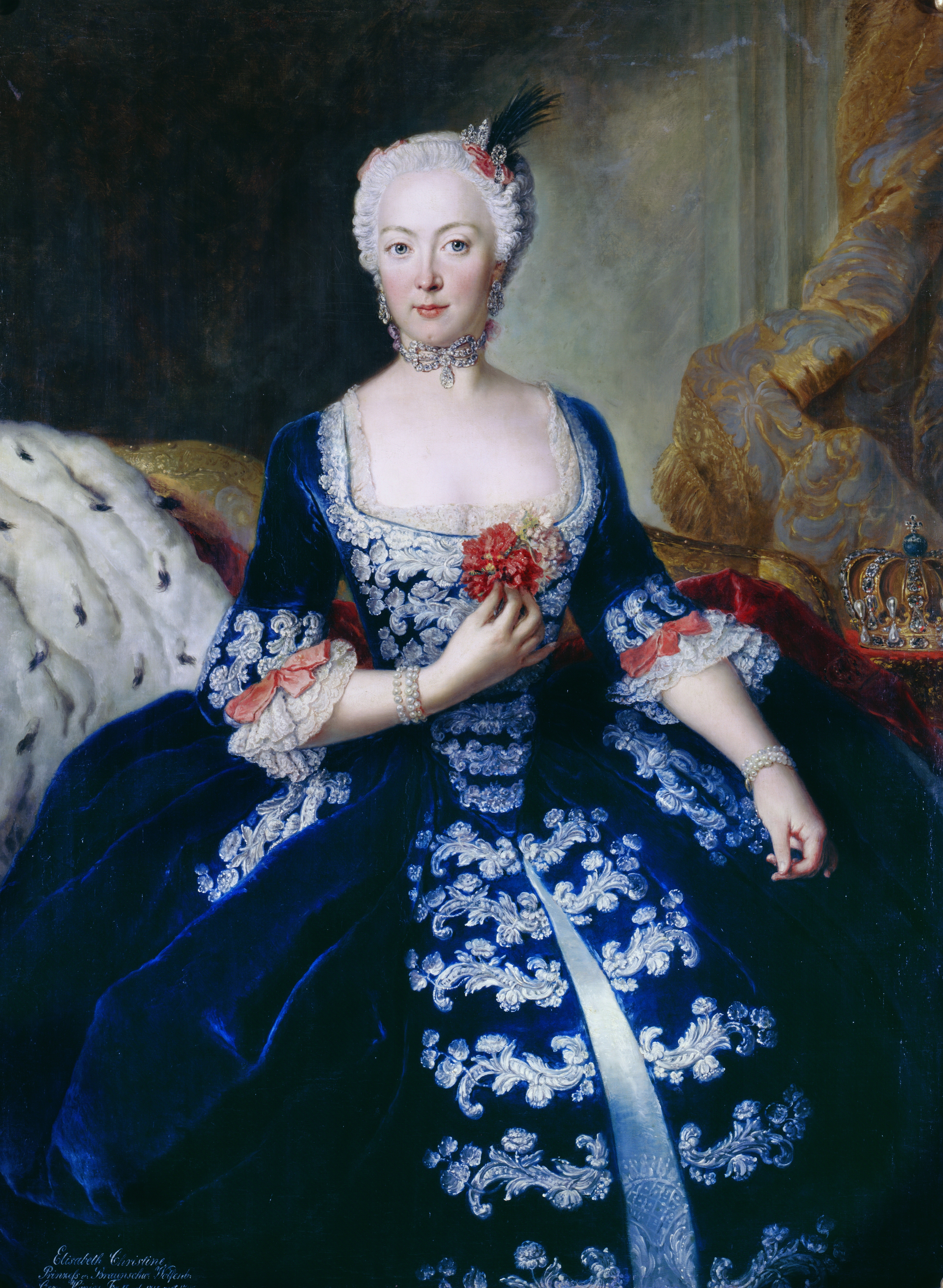
La moglie Elisabetta Cristina di Brunswick-Bevern

Per Federico fu il momento, dunque, di pensare al matrimonio e già suo padre aveva preventivato un'unione con Elisabetta di Meclemburgo-Schwerin, nipote della zarina Anna di Russia, progetto largamente osteggiato dal principe Eugenio di Savoia. Federico stesso si propose di sposare Maria Teresa d'Austria in cambio della rinuncia ai suoi diritti di successione sul trono prussiano, ma il principe Eugenio alla fine persuase Federico a sposare Elisabetta Cristina di Brunswick-Wolfenbüttel-Bevern, protestante e imparentata anche con gli Asburgo, figlia del duca di Brunswick-Lüneburg (1680 – 1735) e di Antonietta Amalia di Brunswick-Wolfenbüttel (1696 – 1762).
Il 10 marzo 1732 Federico, grazie ai buoni uffici del plenipotenziario austriaco presso il padre Federico Guglielmo I a Berlino, conte Friedrich Heinrich von Seckendorff, si fidanzò ufficialmente con la principessa Elisabetta Cristina. Federico II e Cristina si sposarono poi il 12 giugno 1733 nel castello di Salzdahlum (Bassa Sassonia) ma il matrimonio non fu felice: la coppia non ebbe figli e presto i due si separarono di fatto al punto che Federico stesso scrisse in una lettera alla sorella: "tra noi non può esservi né amicizia né tantomeno amore". Quando Federico ascese al trono nel 1740 giunse addirittura a proibire a Elisabetta Cristina di recarsi in visita alla corte di Potsdam, garantendole invece la residenza del Palazzo di Schönhausen oltre ad alcuni appartamenti al Berliner Stadtschloss.
Molti studiosi hanno ipotizzato che il re prussiano fosse segretamente omosessuale, portando a supporto della tesi il difficile matrimonio, l'assenza di figli o di amanti famose e le forti amicizie maschili del sovrano con Katte e con Jean-Baptiste Boyer d'Argens, benché si deve notare come da ragazzo Federico non fosse così indifferente al mondo femminile come lo sarebbe stato da adulto, e nella sua corrispondenza giovanile non mancano i racconti di scappatelle e amorazzi. Sono note anche delle allusioni fatte da conoscenti e corrispondenti come Voltaire, con cui il sovrano prussiano ebbe un rapporto altalenante, giungendo a farlo anche arrestare.
Scrive Voltaire nelle sue Memorie:
Già all'epoca circolava un libello, La vita privata del Re di Prussia (di cui fu accusato ingiustamente Voltaire, anche se Federico non lo credette mai), in cui si insinuava apertamente che il re fosse omosessuale, elencando anche una lista di suoi amanti.
Alcuni studiosi hanno ipotizzato che quella di Federico, più che misoginia, fosse vera e propria misantropia, una caratteristica che ha più volte mostrato nella sua corrispondenza privata. Un'avversione ecumenica, esente dal disprezzo di classe, al genere umano le cui origini possono essere riscontrate nella sua giovinezza burrascosa e che lo portò in vecchiaia a cercare quasi esclusivamente la compagnia dei suoi cani.
Secondo altri invece queste voci sarebbero da imputare a problemi fisici di Federico, come un'operazione ai genitali subita da giovane a causa forse di una malattia, che gli avrebbero impedito di consumare il matrimonio.
Dagli scritti di Federico stesso e dalle descrizioni di Voltaire del suo atteggiamento, nonché dalla corrispondenza e amicizia del sovrano con numerosi filosofi anticlericali e antireligiosi come Julien Offray de La Mettrie, si evince anche una certa avversione di Federico per la religione cristiana, specie quella cattolica. Benché ufficialmente calvinista, in privato manifestò convinzioni vicine al deismo (o perfino all'ateismo), essendo inoltre affiliato alla massoneria, alla quale fu iniziato nella notte tra il 14 e il 15 agosto 1738 all'età di 26 anni, in una loggia di Brunswick.

### Il regno (1740-1786)
(Federico II)

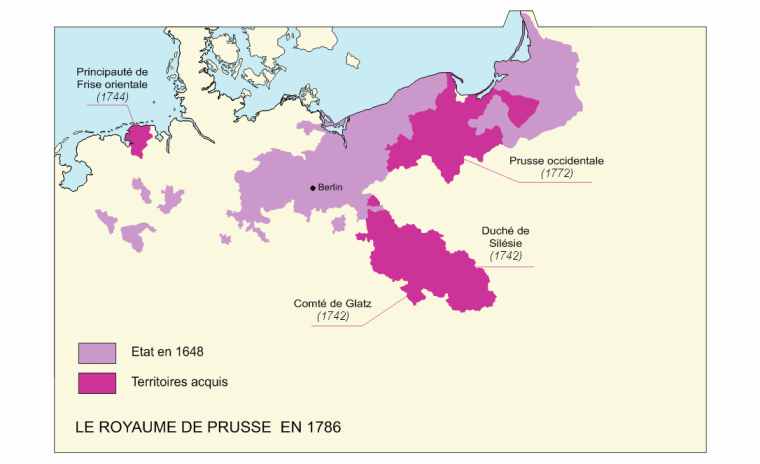
Espansione del Regno di Prussia sotto Federico II (1740-1786)

La vita militare che tanto aveva impegnato Federico Guglielmo alla fine gli procurò non pochi problemi a cavalcare, e inoltre era ingrassato notevolmente. Il 31 maggio 1740, con soddisfazione del figlio , il "re soldato" morì al castello di Potsdam e venne sepolto il 4 giugno di quello stesso anno nella chiesa della stessa cittadina.
Prima della sua ascesa al trono, D'Alembert scrisse a Federico: "i filosofi e gli uomini di lettere in tutte le terre hanno sempre somigliato a voi, Sire, così come le loro terre ed i loro modelli". Quando dunque Federico ascese al trono come "Re in Prussia" nel 1740, la Prussia consisteva in una serie di territori sparpagliati tra cui Cleves, Mark e Ravensberg nella parte occidentale del Sacro Romano Impero; il Brandeburgo, Vorpommern e la Pomerania nella parte est dell'Impero; il Ducato di Prussia era posto fuori dai confini imperiali, al confine con la Confederazione polacco-lituana. Egli ottenne il titolo di Re in Prussia dal momento che la sua sovranità era formalmente sottoposta a quella dell'Imperatore del Sacro Romano Impero ma egli si dichiarò di fatto Re di Prussia dal 1772 quando espanse i confini del proprio Stato.

### I conflitti

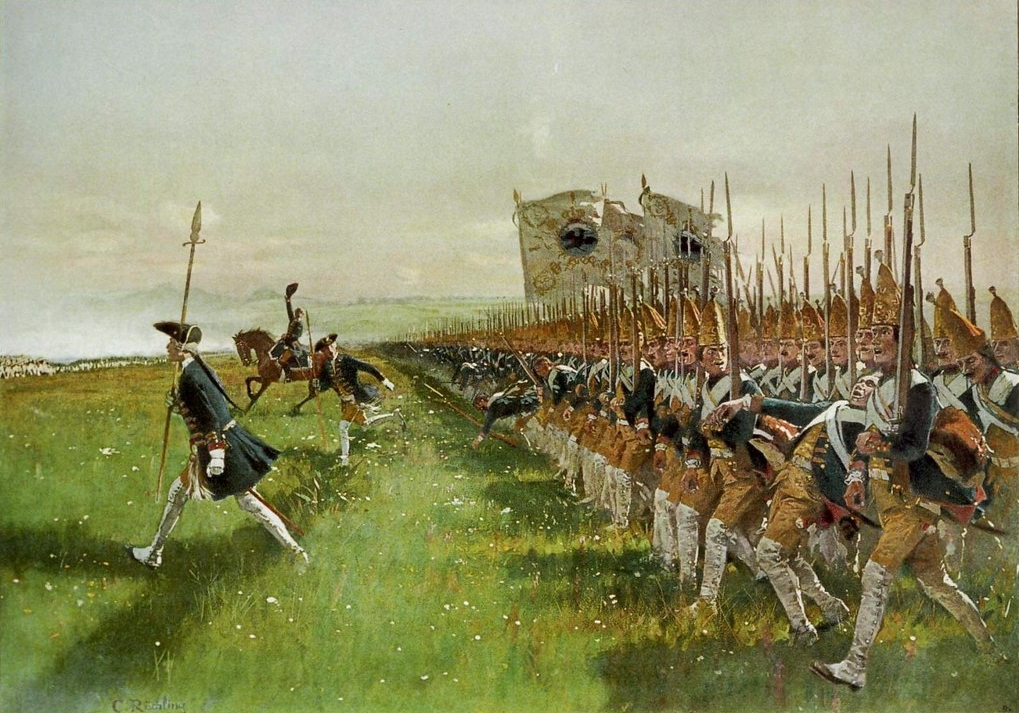
Battaglia di Hohenfriedberg, Attacco della Fanteria prussiana, di Carl Röchling

L'obiettivo di Federico giunto al governo fu quello di modernizzare e unire i suoi possedimenti, vulnerabili e distanti tra loro. Combatté sino alla fine della sua vita contro gli Asburgo d'Austria, che detenevano da secoli il controllo del Sacro Romano Impero e ostacolavano l'espansionismo prussiano. Federico II riuscì in buona misura nell'intento di far diventare la piccola Prussia la quinta grande potenza europea, utilizzando le risorse che suo padre aveva accumulato frugalmente negli anni.

#### La guerra di successione austriaca e la conquista della Slesia
Alla morte di Carlo VI d'Asburgo il 20 ottobre 1740, Federico era re da pochi mesi. Avendo messo gli occhi sulla prospera regione della Slesia, si rifiutò di ratificare la Prammatica Sanzione e la conseguente successione al trono austriaco di Maria Teresa. In tarda età disse che le sue azioni erano state motivate dal possesso di un'armata ben addestrata e di riserve monetarie, nonché dal desiderio di farsi una reputazione. Ebbe quindi un peso certo la sua ambizione giovanile e forse anche la sua misoginia. Aveva inoltre calcolato che la Russia sarebbe rimasta inerte, a causa della reggenza del neonato Ivan VI di Russia, e che anche altri Stati si sarebbero mossi contro gli Asburgo cercando di approfittare della situazione, come Baviera e Sassonia, i cui regnanti avrebbero tentato di far valere i propri diritti di parentela con gli Asburgo, e la Spagna.
La rivalità tra gli Asburgo e la nascente potenza prussiana era inoltre evidente e fondata su ovvie ragioni di supremazia nei territori dell'Impero. Si era manifestata chiaramente nel 1738, quando l'imperatore si era rifiutato di mantenere l'impegno a sostenere i diritti degli Hohenzollern alla successione dei ducati renani di Jülich e Berg, mentre la Francia, da sempre nemica degli Asburgo e quindi potenziale alleata della Prussia, li aveva riconosciuti in un trattato segreto del 1739.
Le intenzioni di Federico si palesarono alla metà di dicembre, quando iniziò una rapida invasione della Slesia senza una formale dichiarazione di guerra. Sostenne infatti di averlo fatto allo scopo di prevenire azioni simili da parte di altri paesi confinanti: l'elettore sassone era Augusto III di Polonia e il possesso della regione gli avrebbe permesso di connettere i suoi domini. Avanzando pretese legalmente basate su una rivendicazione della Marca di Brandeburgo risalente al 1537, peraltro da tempo disconosciuta, diede così inizio alla prima guerra di Slesia, che può essere considerata parte dell'ampia guerra di successione austriaca. Essa origina propriamente dal successivo trattato di Nymphenburg, in cui Spagna e Francia si allearono con la Baviera per supportare le ambizioni imperiali di Carlo Alberto.
Malgrado il tempo assai inclemente, il 31 dicembre Federico era a Breslavia, i cui abitanti gli aprirono le porte entusiasti tre giorni dopo, una volta chiarito che Federico non vi avrebbe insediato una guarnigione. Infatti gli slesiani, in buona parte protestanti, si sentivano sfruttati economicamente dagli Asburgo e pensavano che un cambio di regnante avrebbe fatto i loro interessi.
Eccezion fatta per le fortezze di Brieg e Glogau, la presa della regione fu completata entro gennaio. Alla ripresa delle operazioni in primavera Maria Teresa volle mostrarsi estremamente decisa a riprendersi la Slesia, malgrado l'impreparazione delle armate austriache ai combattimenti su larga scala. Nei suoi ultimi anni Eugenio di Savoia aveva scoraggiato la formazione di giovani generali di calibro, potenziali rivali, e nell'amministrazione ordinaria dell'esercito non aveva esibito le stesse qualità dimostrate sul campo di battaglia. Malgrado ciò la guerriglia messa in atto con successo da piccoli reparti austriaci aveva infastidito abbastanza i prussiani da richiedere la presenza del re. Il 9 marzo però cadde anche l'ultima resistenza di Glogau.
Un'armata di circa 20 000 uomini guidata da von Neipperg si mosse con anticipo rispetto al miglioramento del tempo, attraversando il fiume Neiße il 5 aprile. La minaccia di veder tagliate le proprie linee di comunicazione costrinse Federico al suo primo scontro campale come comandante in capo a Mollwitz, il 10 aprile 1741. Entrambe le parti commisero diversi errori, ma grazie alla superiorità della fanteria e alla guida di von Schwerin il successo arrise ai prussiani. Federico su consiglio del conte Schwerin aveva infatti abbandonato il campo di battaglia quando la sorte era incerta, dato che la cavalleria austriaca aveva sbaragliato il lato destro prussiano, e per poco non era finito catturato. Energico ma ancora inesperto, Federico fece tesoro della lezione, comprendendo l'importanza dell'artiglieria e il valore della sua fanteria altamente addestrata, che però sottopose in seguito a sacrifici forse eccessivi.
Un'alleanza con la Francia fu formalizzata con il trattato di Breslavia il 5 giugno e l'esercito francese valicò il Reno a metà agosto, per congiungersi sul Danubio con quello bavarese. Contro l'Austria si schierarono anche Spagna, Sassonia e Baviera, mentre la Gran Bretagna e le Repubblica delle Sette Province Unite si allearono con l'Austria, principalmente per contrastare i francesi. Il Regno di Sardegna combatté dapprima nella coalizione anti-asburgica per poi cambiare campo, come fece del resto anche la Sassonia. La guerra fu combattuta in Boemia, in Germania e nelle Fiandre.
Francesi e bavaresi penetrarono da ovest fino in Boemia, arrivando a Praga il 26 novembre 1741. L'elettore bavarese si fece incoronare imperatore come Carlo VII il 24 gennaio del 1742. La reazione austriaca fu forte: un appello personale di Maria Teresa sollevò un'entusiastica levée en masse in Ungheria e le truppe raccolte da von Khevenhüller occuparono la stessa Monaco di Baviera, scarsamente difesa, nei giorni dell'incoronazione di Carlo.
Federico, cui interessava unicamente garantirsi il possesso della Slesia e non lo smembramento dei domini asburgici a vantaggio di Sassonia o Baviera, aveva intanto stipulato una tregua segreta con gli austriaci e si era dedicato al rafforzamento della cavalleria prussiana, alquanto trascurata da suo padre e che negli anni successivi diventò fattore decisivo per numerose vittorie prussiane. Maria Teresa, allo scopo di allentare l'alleanza rivale, denunciò pubblicamente la tregua. Le richieste degli alleati costrinsero quindi Federico a rimettersi in azione, secondo un piano combinato. Federico penetrò a sud, ma senza minacciare direttamente le forze austriache principali, guidate da Carlo Alessandro di Lorena. I reparti più avanzati delle forze prussiane arrivarono nei pressi di Vienna, ma poi si ritirarono davanti alla minaccia di essere tagliati fuori dalla Slesia. I sassoni, scontenti e demoralizzati, a loro volta si ritirarono nei loro domini.
Nel maggio 1742 Federico si volse però ad affrontare le forze austriache che lo incalzavano, dando battaglia a Chotusitz il 17 maggio. Dopo una serie di duri scontri tra contingenti all'incirca equivalenti e la perdita di un quarto dei 60 000 uomini in campo, la vittoria arrise ai prussiani. Federico riuscì a imporre l'acquisizione definitiva della Slesia nel trattato di Breslavia a giugno, che concluse tale fase della guerra, e si disimpegnò dal conflitto.

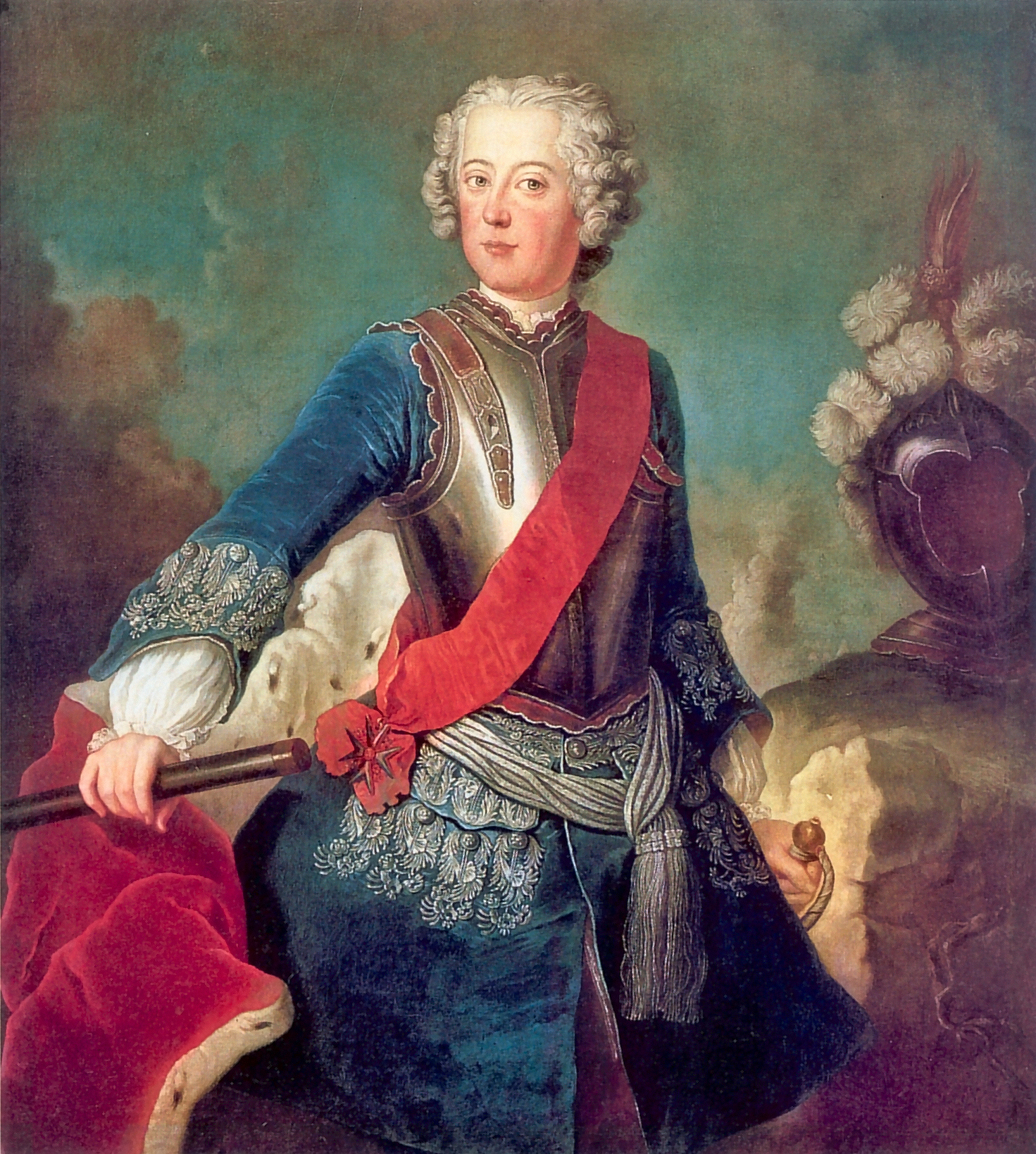
Ritratto giovanile di Federico II

I rovesci franco-bavaresi dell'anno successivo, culminati nella sconfitta di Dettingen, lo preoccuparono grandemente. Temeva infatti che la cosiddetta "Armata Pragmatica" guidata da Giorgio II e i russi si sarebbero volti contro di lui. Tali timori svanirono in buona misura grazie all'"affare Lopukhina", in cui emerse un presunto coinvolgimento degli austriaci in quello che sarebbe stato un complotto per rovesciare Elisabetta di Russia: in realtà si trattava di una montatura organizzata da agenti francesi che mirava a screditare il cancelliere filoaustriaco Bestužev. Tali accadimenti allentarono però momentaneamente l'alleanza austro-russa.
Maria Teresa era preoccupata dalla minaccia potenziale costituita da Federico a nord, così grazie alla mediazione inglese e alla cessione di territori nell'Italia settentrionale si assicurò la stabilità sul fronte meridionale e l'alleanza dei Savoia col trattato di Worms. Questo portò Federico a riallearsi segretamente coi francesi nel giugno del 1744. Una volta che il principe di Lorena ebbe attraversato il Reno con il contingente austriaco principale, il 15 agosto 1744 Federico si mosse a occupare la Boemia, con una rapidità che gli austriaci non avevano considerato, dando inizio alla seconda guerra di Slesia. Penetrando con tre colonne distinte che puntavano tutte verso Praga, la mise sotto assedio il 2 settembre. Occupatala in meno di una settimana, si mosse verso sud con il grosso delle forze. Tuttavia il principe Carlo poté ritirarsi con relativa tranquillità dal fronte occidentale per fare fronte alla minaccia, dato che le forze francesi rimasero paralizzate anziché approfittare della situazione, molto probabilmente a causa del vaiolo che aveva colpito Luigi XV. Le forze austriache di Lorena e Traun e gli irregolari ungheresi manovrarono contro i prussiani, che dovettero ritirarsi subendo gravi perdite in diversi scontri minori. Gli austriaci non riuscirono però a rimettere piede in Slesia, mentre Luigi XV si riprese e con lui l'esercito francese.
A Varsavia nel gennaio 1745 Austria, Gran Bretagna, Repubblica delle Sette Province Unite e Sassonia rinnovarono l'alleanza. Seguì di pochi giorni la morte di Carlo VII. La Baviera era allo sbando e il 22 aprile abbandonò la guerra siglando la pace di Füssen.
Federico si trovò isolato, non potendo contare sull'intervento della Francia, concentrata sul fronte olandese, dove Maurizio di Sassonia coglieva una grande vittoria a Fontenoy. Si preparò così all'inevitabile invasione della Slesia.
Un esercito di austriaci e sassoni comandato dal principe di Lorena, di cui Federico aveva poca stima, si mosse a rioccupare la regione. Federico aveva previsto in buona misura le manovre avversarie e si mosse per attaccare di sorpresa il contingente sassone a Hohenfriedberg, dopo una marcia notturna, il 4 giugno. Benché non tutto andasse secondo i piani, una carica di dragoni prussiani, nello spirito aggressivo che Federico aveva instillato nelle sue truppe, travolse la fanteria austriaca, priva di copertura di cavalleria e abbandonata dai sassoni. La vittoria fu decisiva e contribuì grandemente alla fama di Federico, venendo celebrata dalla Hohenfriedberger Marsch.
Un ultimo scontro si ebbe a Soor il 30 settembre, dove Carlo di Lorena, pur avendo ben manovrato per cogliere di sorpresa e in superiorità numerica un contingente prussiano, venne sconfitto grazie all'aggressività della fanteria, con un assalto guidato dal principe Ferdinando di Brunswick-Wolfenbüttel.
Malgrado le sconfitte, Maria Teresa non intendeva accettare la perdita della Slesia e manovrava per isolare Federico da Francia e Russia. A tali manovre diplomatiche Federico rispose invadendo con due colonne la Sassonia, alleata degli Asburgo, e puntando verso la capitale Dresda. Poco lontano da essa, a Kesselsdorf, l'esperto principe Leopoldo I di Anhalt-Dessau inflisse una dura sconfitta alle forze alleate, malgrado una certa inferiorità numerica e di posizione iniziale. L'occupazione di Dresda portò alla pace tra Austria, Sassonia e Prussia, con il trattato di Dresda siglato nel Natale del 1745. In cambio della sovranità sulla Slesia, Federico riconobbe il consorte di Maria Teresa, Francesco I di Lorena, come Imperatore.
La guerra di successione austriaca si concluse definitivamente solo nel 1748 con il trattato di Aquisgrana, con il quale l'Austria ottenne il riconoscimento della Prammatica Sanzione da parte delle monarchie coinvolte. Essa segnò anche l'inizio del declino della potenza coloniale francese, che fu costretta a importanti concessioni in Nord America.
L'acquisizione della Slesia (con l'eccezione della Slesia austriaca, che continuò a essere un possedimento imperiale) ebbe un'importanza cruciale: questa regione non solo era grande quanto un quarto della Prussia del tempo, ma era ricca di terre fertili, differenti da quelle sabbiose del Brandeburgo, e di miniere, oltre ad avere una popolazione di un milione di abitanti (la metà di quella prussiana).

#### La guerra dei sette anni

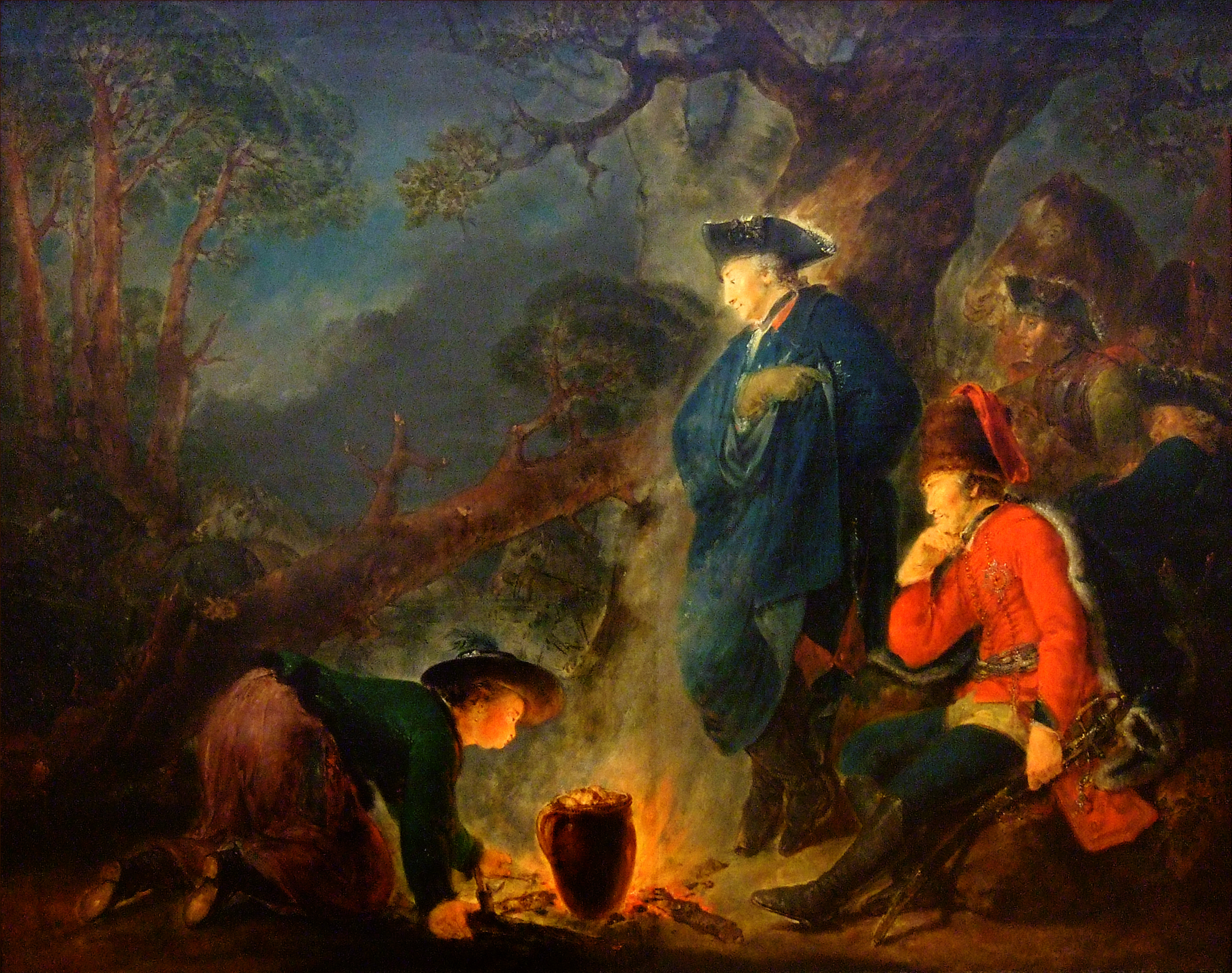
Federico II di Prussia prima della battaglia di Torgau, 1760

L'Austria non si era rassegnata alla perdita del territorio della Slesia e alleandosi con la Francia e la Russia mirò ad accerchiare la Prussia. La repentina alleanza di queste potenze fu anche causata dal fatto che la Prussia aveva firmato un'alleanza, soprattutto difensiva, con la Gran Bretagna, mediante la quale si riprometteva di difendere l'Hannover da attacchi esterni. Federico II, sentendosi circondato e aspettandosi un'invasione della Slesia, preferì agire di anticipo e diede inizio nella tarda estate del 1756 alla fase terrestre della cosiddetta guerra dei sette anni, dopo una dichiarazione formale di guerra tra Gran Bretagna e Francia a maggio e la battaglia di Minorca.
Sul fronte prussiano la guerra ebbe uno svolgimento strategico ciclico: all'inizio di ogni anno la Prussia si ritrovava infatti ad avere a che fare con forze numericamente superiori, mentre al termine dell'anno la grande strategia federiciana riportava con una battaglia la situazione alla stabilità.
Federico invase la Sassonia, alleata dell'Austria benché formalmente neutrale, con lo scopo di metterla fuori gioco e utilizzarne le risorse. Intendeva inoltre penetrare nella ricca pianura boema con lo scopo di trovare quartiere per l'inverno e una posizione favorevole per marciare su Vienna nella bella stagione. Tuttavia il suo piano fu contrastato dagli austriaci guidati dal feldmaresciallo Browne, che si stava muovendo per portare soccorso alle forze sassoni. Intercettato a Lobositz, pur formalmente sconfitto nel primo scontro terrestre della guerra costrinse Federico a ritirarsi in Sassonia.
L'esercito prussiano riprese l'offensiva nell'estate seguente. Rischiosamente diviso in quattro colonne penetrò in Boemia, puntando verso Praga. Qui Federico vinse un sanguinoso scontro il 6 maggio, ponendo l'assedio alla città in mancanza delle forze necessarie a un assalto diretto. L'armata austriaca guidata dal conte Von Daun, che era troppo in ritardo per partecipare allo scontro di maggio ma si era arricchita degli sbandati e minacciava le linee di rifornimento di Federico, lo costrinse a dare battaglia a Kolín, attaccando in inferiorità numerica le forze austriache attestate in posizione superiore. Fu una grave sconfitta, che costrinse i prussiani alla ritirata.
A est i russi avevano intanto conquistato la fortezza di Memel, mentre con molto opportunismo la Svezia aveva dichiarato guerra e invaso la Pomerania.
La situazione era critica e Federico era ormai accerchiato. Egli tuttavia sfruttò una certa mancanza di iniziativa di russi e austriaci (che pure in un'incursione erano arrivati a Berlino, rischiando di catturare la famiglia reale), manovrando per linee interne con marce forzate e attaccando l'esercito franco-austriaco guidato da Soubise e da Giuseppe Federico di Sassonia-Hildburghausen, penetrato in Turingia. Colse così a novembre la grande vittoria di Roßbach, in seguito alla quale la Francia si disimpegnò in pratica dalla fase orientale del conflitto. Si volse quindi contro gli austriaci penetrati in Slesia, che batté un mese dopo a Leuthen con forze nettamente inferiori. Le due vittorie sono considerate storiche e contribuiscono alla sua fama di condottiero.
La guerra ebbe in seguito un andamento incerto. Nell'agosto del 1758 con un cruento scontro a Zorndorf Federico riuscì a far ripiegare i russi in Polonia, a prezzo di pesanti perdite. Nell'agosto del 1759 subì forse la sua più pesante sconfitta a Kunersdorf, che lo portò addirittura a pensare al suicidio. Gli austro-russi vincitori, a loro volta provati da pesanti perdite, non sfruttarono però la chiara vittoria.
Malgrado l'esercito prussiano fosse ridotto allo sfinimento, Federico l'anno successivo riuscì a ottenere due vittorie contro gli austriaci, poco assistiti dai russi, a Liegnitz/Legnica e soprattutto a Torgau in dicembre. In uno degli scontri più sanguinosi della guerra giocò un ruolo risolutivo, prima nel male e poi nel bene, il generale von Zieten.
Malgrado il sostegno economico inglese, la situazione appariva comunque compromessa per la Prussia, che aveva perso anche il suo ultimo porto, Kolberg, ed era ridotta a cercare di rallentare l'inesorabile avanzata russa razziandone i magazzini in Polonia. Agli inizi del 1762 la morte della zarina Elisabetta, acerrima avversaria, causò però l'ennesimo stravolgimento del conflitto. Infatti il suo successore Pietro III era un grande ammiratore di Federico e intendeva attaccare la Danimarca, essendo un discendente degli Holstein-Gottorp. Malgrado l'esercito russo si trovasse alle porte di Berlino, non esitò a uscire dalla guerra e perfino ad allearsi col re prussiano tramite il trattato di San Pietroburgo del maggio 1762, fornendogli un contingente di truppe. Grazie alla mediazione di Pietro anche la Svezia abbandonò la lotta.
Ciò capovolse in pratica le sorti della guerra. Malgrado la congiura ordita da Caterina avesse posto fine al regno di Pietro pochi mesi dopo, ella si limitò a denunciare il trattato senza avere il tempo di riprendere le ostilità contro la Prussia. Grazie alla presenza delle truppe russe, che pure non presero parte alla battaglia, Federico riuscì infatti a costringere gli austriaci a un ultimo scontro il 21 luglio 1762 a Burkersdorf, dal quale uscì vittorioso. Viste anche le sconfitte decisive dei francesi per opera degli inglesi, iniziarono quindi i negoziati di pace tra le potenze europee, oramai esaurite dall'aspro conflitto.
Il 10 febbraio 1763 fu firmata la pace di Parigi tra la Francia e la Gran Bretagna, con la quale quest'ultima s'impadroniva di gran parte dell'impero coloniale della rivale. Il 15 febbraio nel Palazzo di Hubertusburg anche Prussia e Austria sottoscrissero un trattato di pace. In Europa a seguito della guerra non era cambiato pressoché nulla: la Slesia infatti rimase alla Prussia, che vedeva così riconosciuto il suo ruolo di potenza europea. Nel 1772 la Prussia stipulò con la Russia e l'Austria un accordo per la spartizione di una parte del territorio polacco.

### Difesa delle conquiste e rafforzamento dello Stato

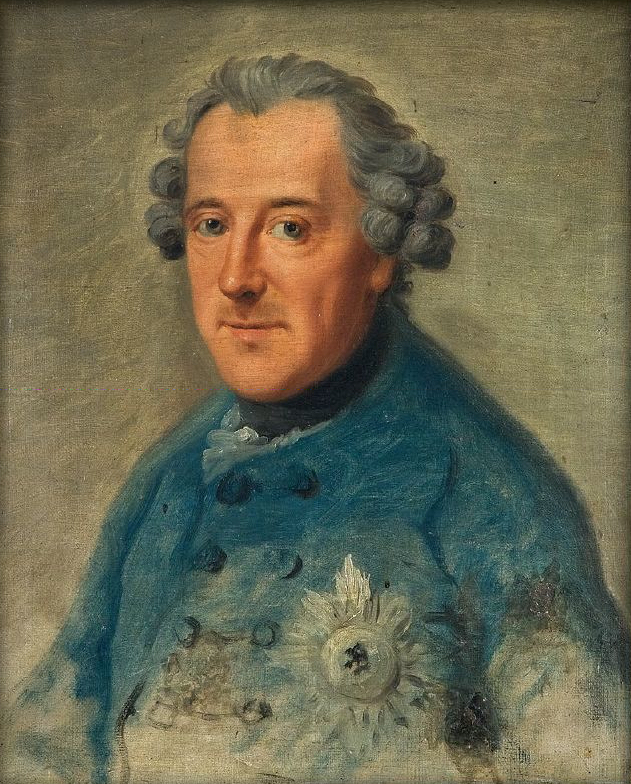
Federico II nel 1763

Federico II passò il resto della sua vita a difendere quel territorio che in quasi trent'anni di guerre era riuscito a conquistare. La sua salute, già insidiata dalla gotta, ricevette un duro colpo nel 1785 quando, durante un'ispezione in Slesia, per dare un esempio ai suoi soldati rimase sei ore a cavallo sotto la pioggia. Fu colpito anche da un ictus, ma si riprese e continuò a lavorare nel suo castello di Sanssouci a Potsdam.
Agli occhi dei contemporanei Federico II apparve come il più tipico esempio di "sovrano illuminato". A dargli questa fama non furono solo il suo impegno personale come scrittore di opere storiche e politiche (scritte in francese) e la sua amicizia e corrispondenza con Voltaire e altri philosophes, ma anche le riforme in campo giudiziario ed educativo che attuò durante il suo regno. Per primo in Europa infatti, nel 1763, il re di Prussia introdusse l'istruzione elementare obbligatoria che, anche se fu la sua unica vera riforma in merito, fu comunque molto innovativa per quei tempi.
Altro grande successo in materia fu l'aver portato l'Accademia di Berlino da uno stato di decadimento totale a uno di grande splendore, sia grazie all'introduzione di dotti illuministi francesi (anche se a scapito dei maestri tedeschi che, pur essendo in certi casi più preparati, non venivano comunque ammessi), sia attraverso la modernizzazione dei piani di studi, portata avanti grazie all'abolizione di materie antiquate e all'inserimento di nuove. Nell'Accademia, tra l'altro, vigeva una completa libertà di opinione, cosa, anche questa, rivoluzionaria per quell'epoca.
Fu un grande appassionato di musica e un buon compositore di sinfonie e musiche da camera; fondò una cappella musicale a Berlino e la capitale divenne il principale centro musicale germanico.
Semplificò anche il sistema giudiziario, approntando un codice di procedura e un codice civile (1754-51 - ma l'opera di uniformazione fu completata solo nel 1781) che introdussero il moderno Stato di diritto, promossero la formazione di una magistratura di carriera, snellirono i processi, abolirono la tortura e riconobbero maggiori diritti all'accusato. Intervenne anche in materia economica, favorendo lo sviluppo delle attività manifatturiere e l'incremento della colonizzazione contadina delle province orientali, riuscendo a far trasferire in Prussia circa 500 000 nuovi abitanti, corrispondenti a poco più di 57 000 famiglie.
Grande successo ebbe la sua riforma agraria, che permise, grazie all'introduzione dei magazzini statali, di evitare le carestie, nutrire i soldati durante le campagne evitando i saccheggi, e di controllare il prezzo del grano, rendendolo così non più dipendente dal sistema monetario olandese. Fu Federico II di Prussia, tra l'altro, a introdurre la patata nell'alimentazione tedesca, prima della guerra dei sette anni (1756). Incentivò la coltura del tubero per il suo elevato rendimento: questo gli permise di nutrire tutti i suoi soldati nelle campagne belliche a venire. Inoltre migliorò le tecniche di coltivazione, bonificò e disboscò numerosi terreni, aumentando così notevolmente la produzione agricola. Per quanto riguarda il settore industriale, egli riuscì prima di tutto a portare le industrie già esistenti (come quelle della seta e della lana) da livelli di scarsa produttività a un buono stato di prosperità; inoltre gettò le basi di nuovi rami industriali che ebbero grande sviluppo in seguito, come l'industria mineraria in Slesia. Portò inoltre il livello di produzione all'incirca a 29 milioni di talleri l'anno e trasformò il bilancio statale da passivo ad attivo, con un surplus di 3 milioni di talleri annuali.

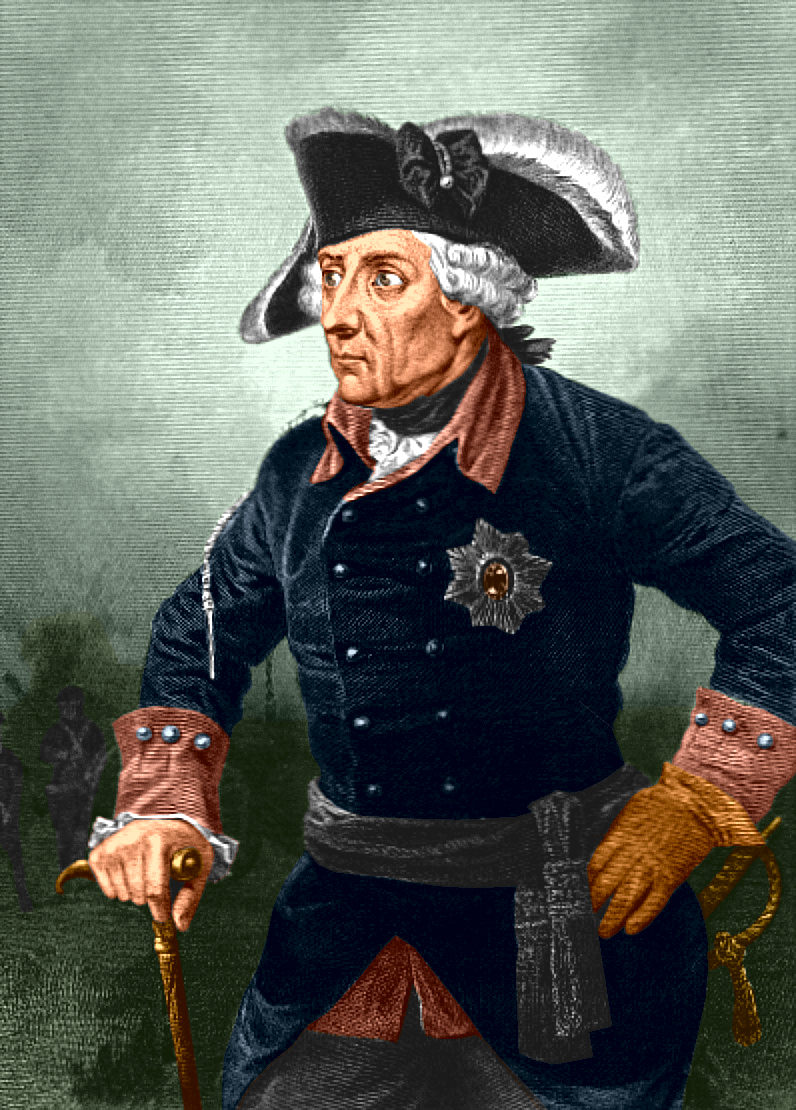
Federico II in tarda età

In campo commerciale, egli cercò di limitare al massimo l'importazione di prodotti da paesi stranieri, principalmente dalla Sassonia, ristabilendo antiquati sistemi di tariffe doganali sull'Elba, ma nel complesso ebbe uno scarso successo. Ne ebbe molto invece il suo tentativo di valorizzare l'Oder, unico fiume che scorreva interamente in Prussia per tutto il suo tratto navigabile: esso infatti fu liberato da antichi diritti di scalo e altri ostacoli al traffico, ne fu regolata la corrente e drenato l'estuario; a ciò si aggiunse anche la costruzione di numerosi canali che unirono tra di loro i fiumi. Tutto questo, senza dubbio, incoraggiò il commercio, quanto meno nella parte orientale del paese.
Infine, nell'ambito fiscale, riuscì a rendere la moneta prussiana indipendente dai mercati esteri (in particolare da quello olandese) grazie alla creazione di una Banca di Stato, e a creare una solida riserva nelle casse statali (più di 51 milioni di talleri, quando al momento della sua ascesa al trono non superava i 10 milioni).
Federico fu anche un monarca illuminato e, oltre che in ambito giudiziario, questo si fece sentire anche in campo religioso, ove egli introdusse i principi di tolleranza, dandone prova in diverse occasioni, come quando diede asilo ai Gesuiti o quando donò ai cattolici la cattedrale di Sant'Edvige, e in ambito politico, dove allontanò i nobili dall'amministrazione pubblica e cercò di migliorare le condizioni di vita dei contadini, riuscendovi nei domini statali, ma meno nei feudi signorili.
Ma naturalmente, come i sovrani prussiani prima e dopo di lui, potenziò notevolmente l'esercito. Esso assorbiva l'80% delle finanze dello Stato. Immettendo nelle gerarchie più alte dell'apparato militare elementi appartenenti alla nobiltà, Federico riuscì nell'impresa di trasformare la nobiltà in un'aristocrazia militare profondamente legata al suo principe.
Federico II quindi si preoccupò di rafforzare la macchina bellica prussiana riuscendo a portarla alla fine del suo regno a un totale di 195 000 soldati. Egli potenziò anche la struttura burocratica che manteneva l'esercito. Curò in modo particolare l'artiglieria a cavallo, un corpo militare da lui stesso costituito; tra i suoi ammiratori anche Napoleone Bonaparte che ne riconobbe le qualità di condottiero e ne apprezzò gli insegnamenti strategici.
Secondo Federico il maggior segreto nella condotta di una guerra era di "affamare l'avversario", cioè di tagliarlo fuori dai rifornimenti e di scegliere un terreno particolarmente favorevole per annientarlo in una battaglia campale. Federico II è stato ricordato come un instancabile lavoratore, un grande condottiero militare e come un uomo colto e intelligente. Egli aspirò a essere un "sovrano illuminato" così come voleva Voltaire, ma il pensatore illuminista, dopo aver fatto visita a Federico in Prussia, si rese conto che il re non stava agendo come, secondo lui, avrebbe dovuto agire un vero sovrano illuminato (ad esempio l'eccessiva militarizzazione della Prussia voluta da Federico, era giudicata negativamente da Voltaire). Alla fine, anche per l'atteggiamento dispotico che Federico aveva assunto e per la guerra dei sette anni, Voltaire non ebbe rapporti col re per molti anni (nel Candido traccia un sarcastico e breve ritratto del sovrano), ma alla fine tornarono a scambiarsi numerose lettere, in cui spesso discutevano di filosofia e di politica.

### Gli ultimi anni

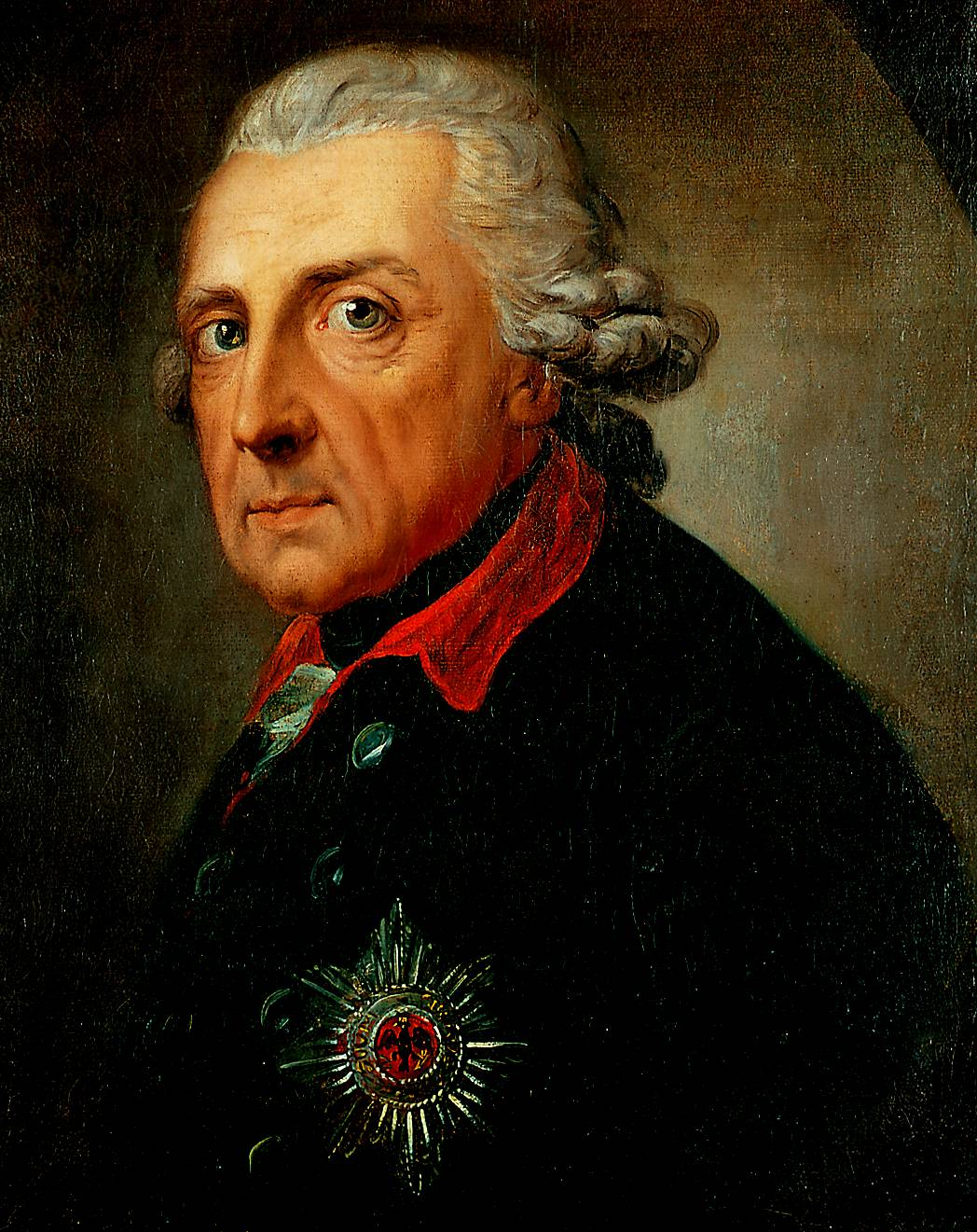
Anton Graff, Federico II a 68 anni

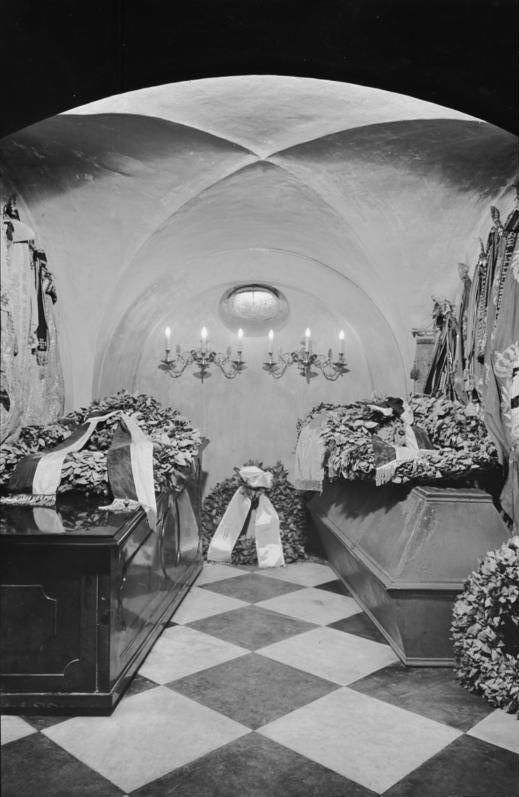
Il corpo di Federico II fu posto in una tomba presso quella del padre Federico Guglielmo I

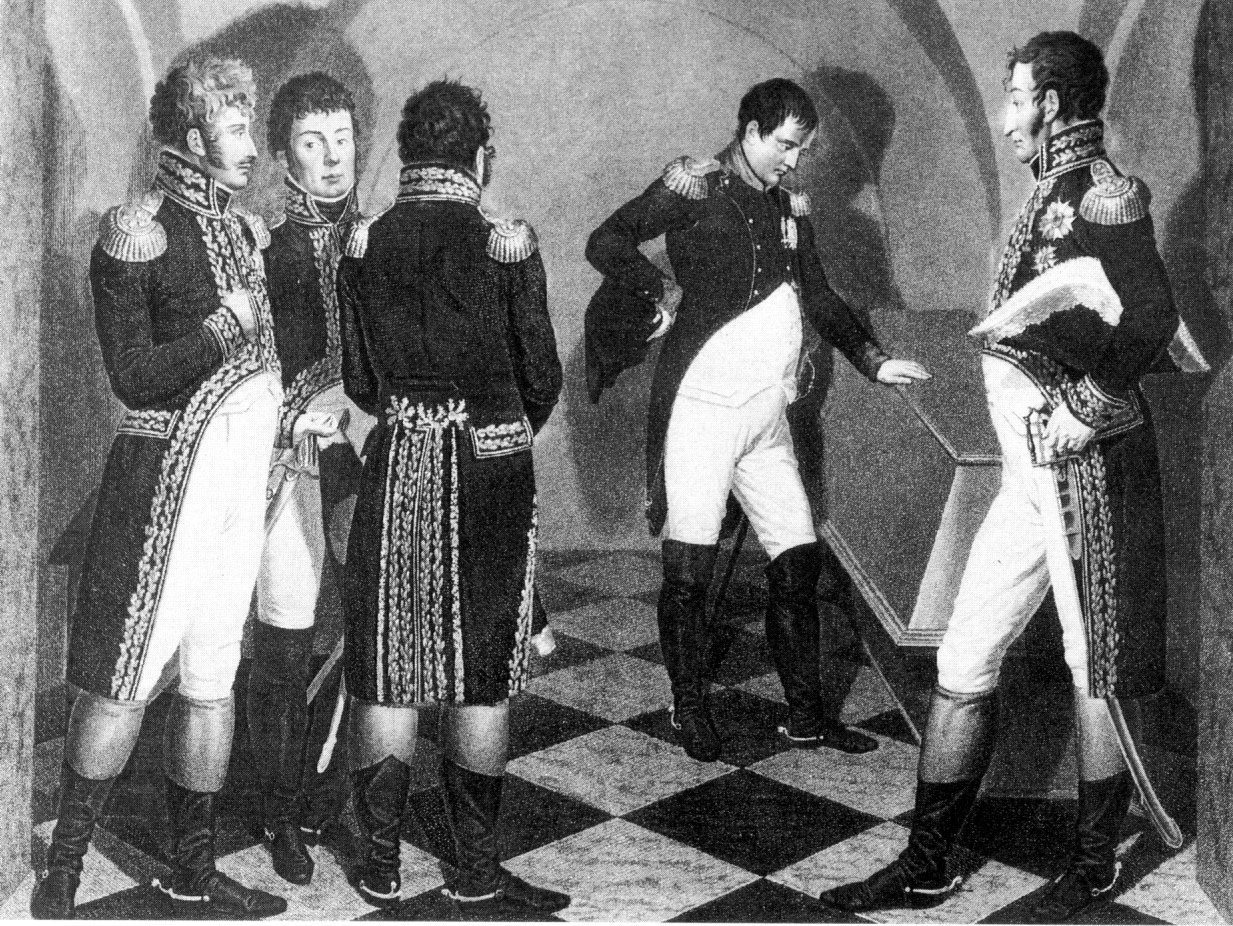
Napoleone volle rendere omaggio al sepolcro di Federico; dicendo ai Marescialli di Francia presenti: «Giù il cappello, signori: se fosse ancora vivo non saremmo qui»

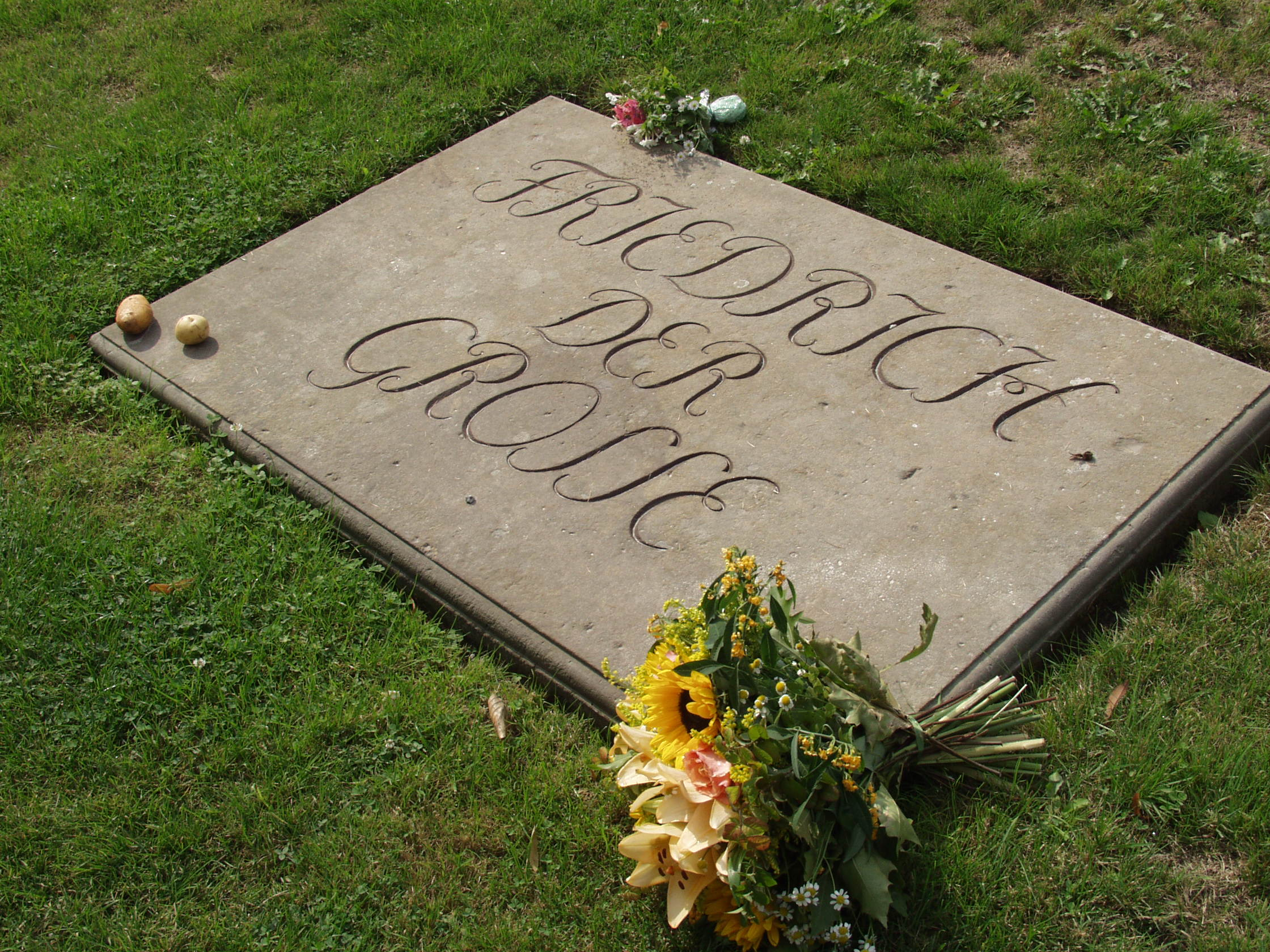
Tomba di Federico II a Sanssouci

Vicino alla fine della sua vita Federico divenne sempre più solitario. Il suo circolo di amici a Sanssouci si era gradualmente esaurito e Federico iniziò a divenire critico e arbitrario. La popolazione di Berlino, del resto, continuava a inviargli richieste perché egli facesse ritorno in città dalla campagna, ma il re preferiva rimanere da solo nella residenza che più di ogni altre prediligeva. La sua salute, ormai malferma, peggiorò e, Federico morì sulla poltrona del suo studio il 17 agosto 1786, dopo 46 anni di regno, all'età di 74 anni.
Federico era un grande appassionato di levrieri e ne possedeva due italiani di colore grigio. Alla sua morte lasciò per iscritto di essere sepolto vicino ad essi, sul terreno comune presso la loggia del castello di Sanssouci, per non dover riposare in mezzo agli uomini, quella " perfida razza", ma suo nipote e successore Federico Guglielmo II ordinò che il suo corpo venisse posto in una tomba presso quella del padre, nella chiesa della guarnigione e della corte di Potsdam. Vent'anni dopo, nell'ottobre 1806, Napoleone, che aveva invaso la Prussia, volle rendere omaggio al sepolcro di Federico; in tale occasione disse agli ufficiali che lo accompagnavano: «Giù il cappello, signori: se fosse ancora vivo non saremmo qui».
Durante la seconda guerra mondiale i sepolcri di Federico II e del padre vennero trasferiti dapprima in un bunker sotterraneo, poi presso Bernrode per proteggerli dai bombardamenti. Nel 1945 l'armata americana trasportò i corpi dei re alla Elizabethkirche di Marburgo e quindi al Castello di Hohenzollern presso Hechingen. Dopo la riunificazione della Germania, il corpo di Federico Guglielmo venne sepolto nel mausoleo dell'Imperatore Federico presso la Chiesa della Pace di Sanssouci.
Vi fu quindi un dibattito sulla figura di Federico II, che pure da alcuni era considerato negativamente in quanto usato anche come simbolo di potenza e vittoria dal regime nazista, il quale aveva fatto largo uso della sua figura a scopo di propaganda politica (Hitler aveva inoltre una copia del famoso ritratto di Federico eseguito da Graff nel suo ufficio), considerandolo il precursore del nazionalismo e del militarismo fatti propri del nazionalsocialismo (ignorando il fatto che il nazionalismo viveva in molti altri Paesi da secoli), più che il sovrano illuminista.
Un primo segnale di rivalutazione, nell'ambito della riscoperta delle radici nazionali tedesche anche da parte della DDR, avvenne nel 1987 col ritorno della statua equestre di Federico sulla Unter den Linden, decisa da Honecker nel 750º anniversario della città di Berlino. Dopo la caduta del Muro, poi, malgrado numerose proteste, ebbe luogo un evento ancor più significativo: nel 205º anniversario della sua morte, il 17 agosto 1991, la bara di Federico venne posta al centro della corte d'onore del Palazzo di Sanssouci, coperta da bandiere prussiane e scortata dalla guardia d'onore della Bundeswehr. Calata la notte, il corpo venne infine interrato secondo la sua volontà sul margine orientale della terrazza superiore di Sanssouci, senza celebrazioni particolari come egli stesso aveva voluto.

## Scritti di Federico II
Federico II fu autore di diverse opere di saggistica filosofico-politica, tutte scritte in francese:
- Considerazioni sullo stato presente dei corpi politici dell'Europa (1737)
- L'Anti-Machiavel (1739)
- Storia dei miei tempi
- Storia della guerra dei sette anni
- Della letteratura tedesca
- Testamento politico (1752)
- Secondo testamento politico (1769)
- Corrispondenza tra Voltaire e il Re di Prussia

## Federico II nella cultura di massa

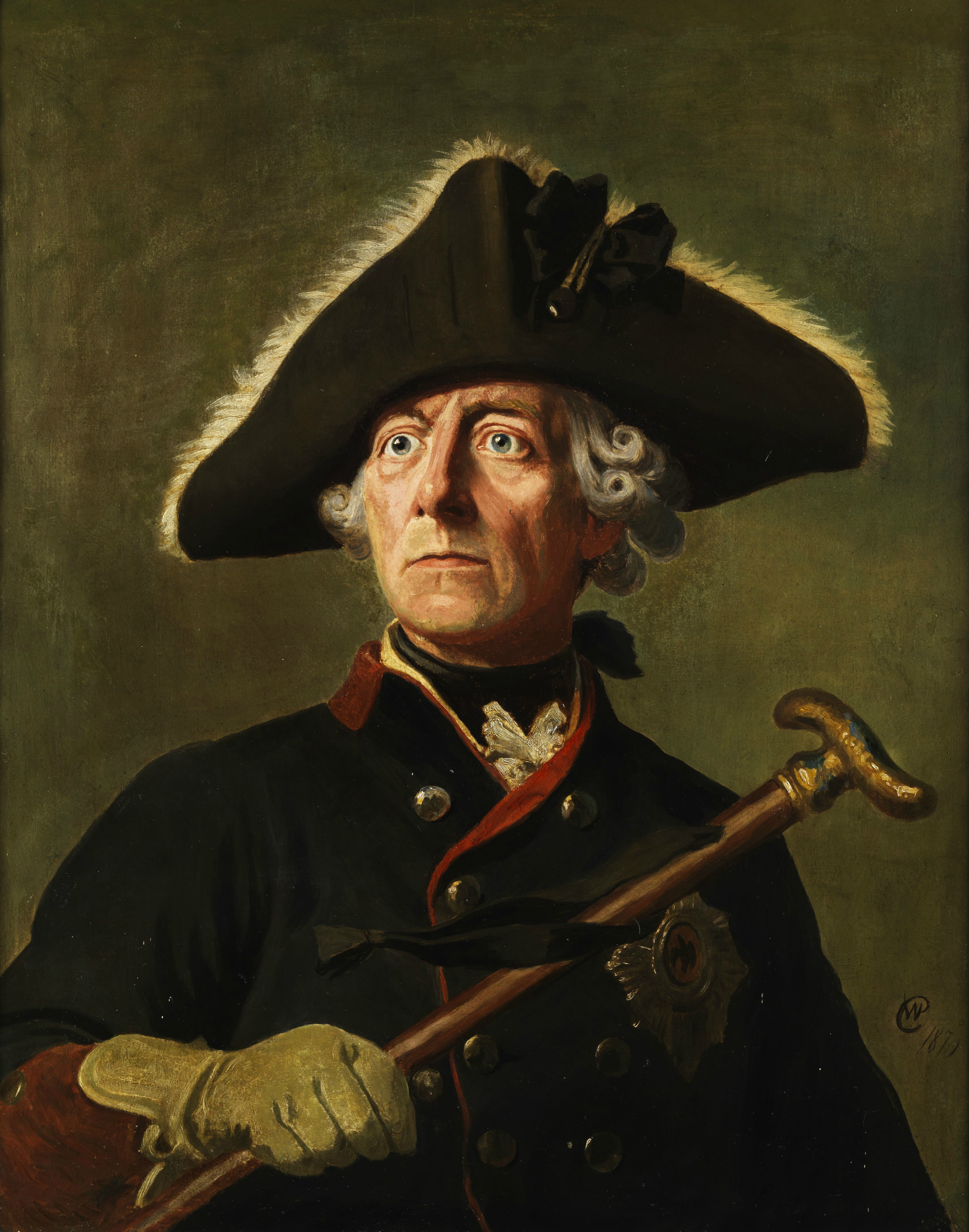
Ritratto postumo di Federico II (1870)

- Der große König (1942), di Veit Harlan e tutta la serie di film a lui dedicata che vanno sotto la dizione popolarmente conosciuta come Fridericus-Rex-Filme.
- Federico II è rappresentato come il "Re dei Bulgari" in Candido di Voltaire.
- Federico è il soggetto di un sonetto critico di Vittorio Alfieri (che lo aveva conosciuto di persona come narra nella Vita scritta da esso), Il gran Prusso tiranno, al qual dan fama, scritto in occasione della morte del re, in cui è descritto come un sovrano diviso tra Marte (la guerra) e Pallade (la sapienza).

## Ascendenza
|                                 |                                       |                                            | Genitori                         |  |  | Nonni |  |  | Bisnonni                          |  |  | Trisnonni                        |  |
|                                 |                                       |                                            |                                  |  |  |       |  |  | Federico Guglielmo di Brandeburgo |  |  | Giorgio Guglielmo di Brandeburgo |  |
|                                 |                                       |                                            |                                  |  |  |       |  |  | Federico Guglielmo di Brandeburgo |  |  | Giorgio Guglielmo di Brandeburgo |  |
|                                 |                                       | Elisabetta Carlotta di Wittelsbach-Simmern |                                  |  |  |       |  |  | Federico Guglielmo di Brandeburgo |  |  |                                  |  |
| Federico I di Prussia           |                                       |                                            |                                  |  |  |       |  |  | Federico Guglielmo di Brandeburgo |  |  |                                  |  |
|                                 |                                       | Luisa Enrichetta d'Orange                  | Federico Enrico d'Orange         |  |  |       |  |  |                                   |  |  |                                  |  |
|                                 |                                       | Luisa Enrichetta d'Orange                  | Federico Enrico d'Orange         |  |  |       |  |  |                                   |  |  |                                  |  |
|                                 |                                       | Luisa Enrichetta d'Orange                  | Amalia di Solms-Braunfels        |  |  |       |  |  |                                   |  |  |                                  |  |
| Federico Guglielmo I di Prussia |                                       | Luisa Enrichetta d'Orange                  |                                  |  |  |       |  |  |                                   |  |  |                                  |  |
|                                 |                                       | Ernesto Augusto di Brunswick-Lüneburg      | Giorgio di Brunswick-Lüneburg    |  |  |       |  |  |                                   |  |  |                                  |  |
|                                 |                                       | Ernesto Augusto di Brunswick-Lüneburg      | Giorgio di Brunswick-Lüneburg    |  |  |       |  |  |                                   |  |  |                                  |  |
|                                 |                                       | Ernesto Augusto di Brunswick-Lüneburg      | Anna Eleonora di Assia-Darmstadt |  |  |       |  |  |                                   |  |  |                                  |  |
| Sofia Carlotta di Hannover      |                                       | Ernesto Augusto di Brunswick-Lüneburg      |                                  |  |  |       |  |  |                                   |  |  |                                  |  |
|                                 |                                       | Sofia del Palatinato                       | Federico V del Palatinato        |  |  |       |  |  |                                   |  |  |                                  |  |
|                                 |                                       | Sofia del Palatinato                       | Federico V del Palatinato        |  |  |       |  |  |                                   |  |  |                                  |  |
|                                 |                                       | Sofia del Palatinato                       | Elisabetta Stuart                |  |  |       |  |  |                                   |  |  |                                  |  |
| Federico II di Prussia          |                                       | Sofia del Palatinato                       |                                  |  |  |       |  |  |                                   |  |  |                                  |  |
|                                 | Ernesto Augusto di Brunswick-Lüneburg | Giorgio di Brunswick-Lüneburg              |                                  |  |  |       |  |  |                                   |  |  |                                  |  |
|                                 | Ernesto Augusto di Brunswick-Lüneburg | Giorgio di Brunswick-Lüneburg              |                                  |  |  |       |  |  |                                   |  |  |                                  |  |
|                                 | Ernesto Augusto di Brunswick-Lüneburg | Anna Eleonora di Assia-Darmstadt           |                                  |  |  |       |  |  |                                   |  |  |                                  |  |
| Giorgio I del Regno Unito       | Ernesto Augusto di Brunswick-Lüneburg |                                            |                                  |  |  |       |  |  |                                   |  |  |                                  |  |
|                                 |                                       | Sofia del Palatinato                       | Federico V del Palatinato        |  |  |       |  |  |                                   |  |  |                                  |  |
|                                 |                                       | Sofia del Palatinato                       | Federico V del Palatinato        |  |  |       |  |  |                                   |  |  |                                  |  |
|                                 |                                       | Sofia del Palatinato                       | Elisabetta Stuart                |  |  |       |  |  |                                   |  |  |                                  |  |
| Sofia Dorotea di Hannover       |                                       | Sofia del Palatinato                       |                                  |  |  |       |  |  |                                   |  |  |                                  |  |
|                                 |                                       | Giorgio Guglielmo di Brunswick-Lüneburg    | Giorgio di Brunswick-Lüneburg    |  |  |       |  |  |                                   |  |  |                                  |  |
|                                 |                                       | Giorgio Guglielmo di Brunswick-Lüneburg    | Giorgio di Brunswick-Lüneburg    |  |  |       |  |  |                                   |  |  |                                  |  |
|                                 |                                       | Giorgio Guglielmo di Brunswick-Lüneburg    | Anna Eleonora di Assia-Darmstadt |  |  |       |  |  |                                   |  |  |                                  |  |
| Sofia Dorotea di Celle          |                                       | Giorgio Guglielmo di Brunswick-Lüneburg    |                                  |  |  |       |  |  |                                   |  |  |                                  |  |
|                                 |                                       | Éléonore d'Esmier d'Olbreuse               | Alexandre II d'Esmier d'Olbreuse |  |  |       |  |  |                                   |  |  |                                  |  |
|                                 |                                       | Éléonore d'Esmier d'Olbreuse               | Alexandre II d'Esmier d'Olbreuse |  |  |       |  |  |                                   |  |  |                                  |  |
|                                 |                                       | Éléonore d'Esmier d'Olbreuse               | Jacquette Poussard de Vandré     |  |  |       |  |  |                                   |  |  |                                  |  |
|                                 |                                       | Éléonore d'Esmier d'Olbreuse               |                                  |  |  |       |  |  |                                   |  |  |                                  |  |